# Дмитрієв Михайло Дмитрович
Михайло Дмитрович Дмитрієв (5 травня 1912—6 січня 1987) — український радянський спортивний гімнаст та футболіст, згодом — тренер та суддя зі спортивної гімнастики; Майстер спорту СРСР (1936), Заслужений майстер спорту СРСР (1940), Заслужений тренер СРСР, суддя всесоюзної категорії (1940). Чемпіон III Літної Робітничої Олімпіади в Антверпені (1937, Бельгія).

## Біографія
Народився 25 травня 1912 року в Харкові.
У 10 років почав працювати на Харківському паровозобудівному заводі. Вчився на токаря в школі фабрично-заводського учнівства при заводі, де і познайомився зі спортом. З 1931 року почав активно займатися гімнастикою.
Перший абсолютний чемпіон СРСР (1936) зі спортивної гімнастики. Переможець III Літної робітничої олімпіади (1937, Антверпен, Бельгія). Неодноразовий чемпіон Української РСР та СРСР. Виступав за спортивні товариства «Спартак» та «Буревісник» (Київ). Його тренерами були В. Вацек та І. Бражник.
Також займався футболом і виступав за харківський «Спартак». Грав на позиції центрального півзахисника. У складі команди він взяв участь у трьох перших клубних чемпіонатах СРСР. Всього в чемпіонатах він зіграв в 13 матчах, голів не забивав. Також, разом з клубом, дійшов до чвертьфіналу кубка СРСР 1937 року.
Під час проведення футбольного турніру на ІІІ Літній Робітничій Олімпіаді в Антверпені, представник СРСР — московський «Спартак», відчував брак гравців через травми. Тому Михайла Дмитрієва запросили зіграти у фінальному матчі, згадавши про його футбольний досвід. «Спартак» переміг Робітничий спортивний союз Норвегії з рахунком 2:0, а Дмитрієв таким чином став чемпіоном робітничої олімпіади.
Після Олімпіади радянська делегація вирушила до Франції, щоб взяти участь у Всесвітній виставці. Деякі з спартаковців погано перенесли авіапереліт, тому в першому матчі Кубка світу для робітничих команд на приз Всесвітньої виставки, Дмитрієв знову виступав у складі червоно-білих. У цьому матчі радянські футболісти перемогли Робітничий спортивний союз Англії з рахунком 4:0. Спартаківці були вражені грою Дмитрієва і запропонували йому грати в команді на постійній основі, але той відмовився.
У 1936 році закінчив Харківський інститут фізичної культури, після чого розпочав трудову діяльність. З 1944 року працював у Київському інституті фізичної культури. У 1952 році був тренером олімпійської збірної команди СРСР зі спортивної гімнастики. Серед його вихованців — Ніна Бочарова — чемпіонка Олімпійських ігор у Гельсінкі 1952 року.
Помер 6 січня 1987 року в місті Києві (за іншими даними — у 1978 році).
У 1937 році був нагороджений орденом «Знак Пошани», ставши першим орденоносцем серед харківських спортсменів.

## Досягнення

### Гімнастика
- Чемпіон III Літної Робітничої Олімпіади в командній першості (1937)
- Срібний призер III Літної Робітничої Олімпіади в багатоборстві (1937)
- Абсолютний чемпіон СРСР (1936)
- Чемпіон СРСР у вправах на брусах (1940)
- Чемпіон СРСР в опорних стрибках (1940)
- Срібний призер Чемпіонату СРСР у багатоборстві (1939, 1940)
- Срібний призер Чемпіонату СРСР в опорних стрибках (1939, 1943)
- Бронзовий призер Чемпіонату СРСР у багатоборстві (1945)
- Бронзовий призер Чемпіонату СРСР вільних вправах (1945, 1946)
- Бронзовий призер Чемпіонату СРСР у вправах на коні (1945)
- Бронзовий призер Чемпіонату СРСР у вправах на кільцях (1939, 1945)
- Бронзовий призер Чемпіонату СРСР у вправах на перекладині (1939)

### Футбол
- Переможець турніру III Літної Робітничої Олімпіади (1937)
- Переможець Кубка світу для робітничих команд на приз Всесвітньої виставки (1937)